# Geschiedenis van de Joden in Wit-Rusland

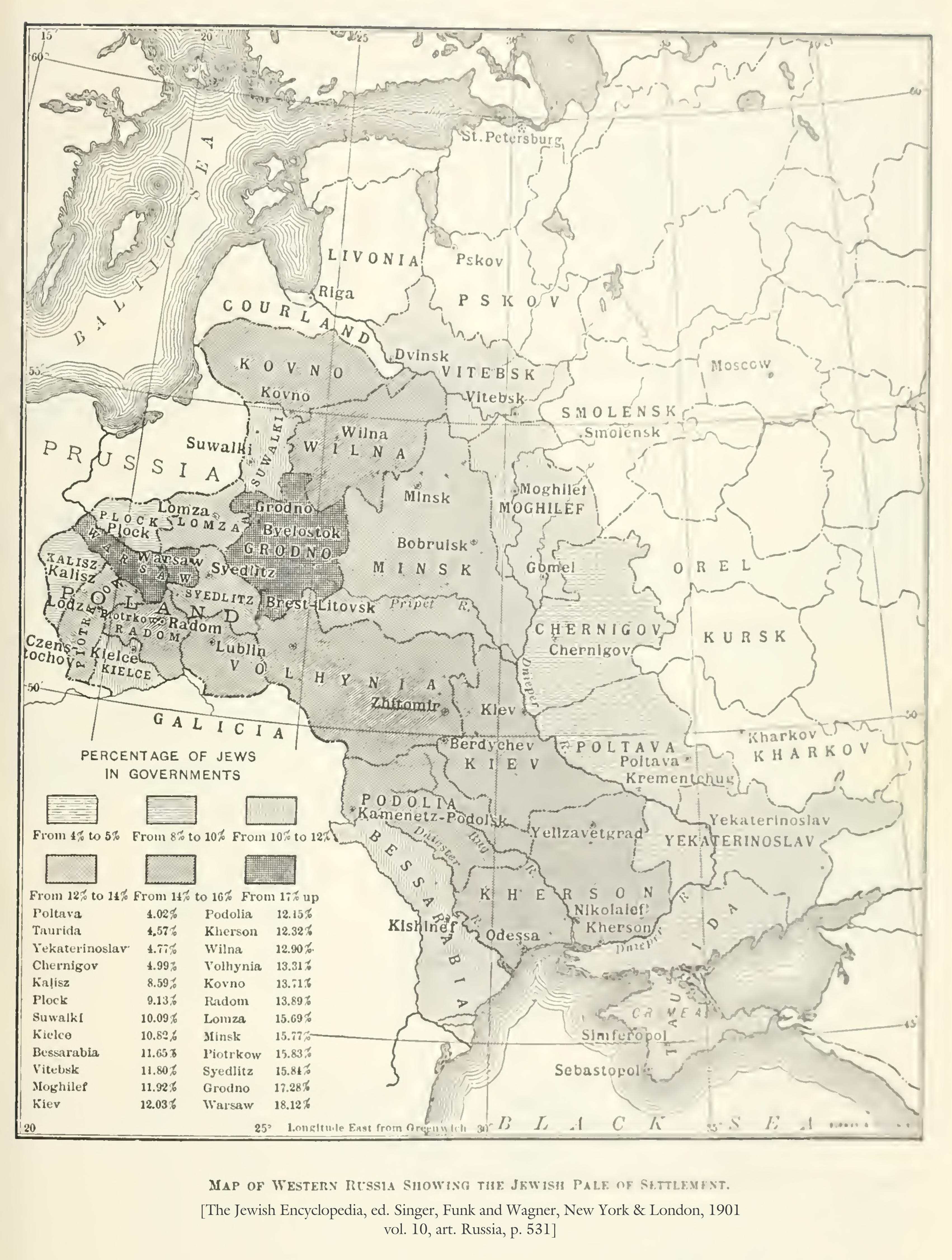
Kaart van het vestigingsgebied.

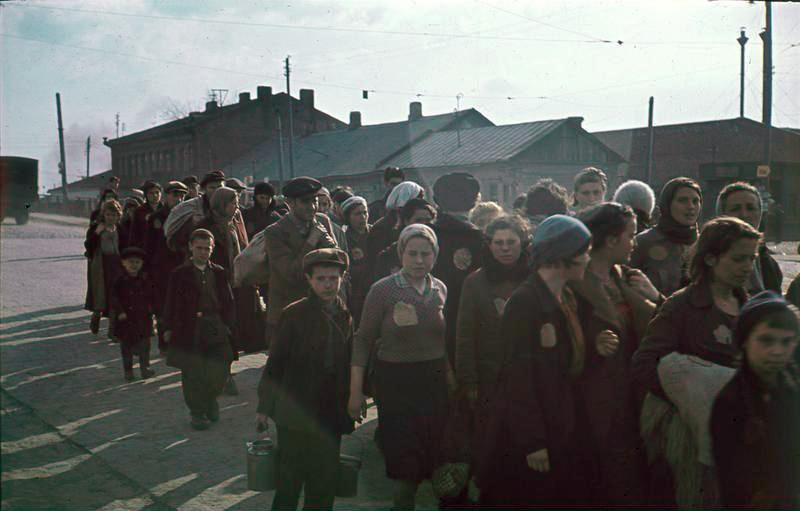
Joden in Minsk tijdens de Duitse bezetting.

Voor de Tweede Wereldoorlog waren de Joden de op twee na grootste etnische groep in Wit-Rusland. Ze maakten meer dan 40% uit van stedelijke gebieden. De meeste etnische Wit-Russen woonden in landelijke gebieden. In de steden Minsk, Pinsk, Mogilev, Babroejsk, Vitebsk en Gomel was meer dan 50% joods.
In 1897 woonden er 724,548 Joden in Wit-Rusland, zo'n 13,6% van de bevolking. Tijdens de Holocaust werden er 800.000 Joden vermoord, op dat moment 90% van de totale Joodse bevolking. In 2005 woonden er nog 55.000 Joden in het land. Marc Chagall, Mendele Mocher Sforim, Chaim Weizmann en Menachem Begin werden in Wit-Rusland geboren.

## Vestigingsgebied
Het vestigingsgebied was een westelijke grensregio van het Keizerrijk Rusland waar Joden zich permament mochten vestigen. Het gebied omvatte 20% van Europees Rusland en het gebied kwam overeen met de historische grenzen van het Pools-Litouws Gemenebest en omvatte ook delen van het huidige Litouwen, Polen, Moldavië, Oekraïne, Wit-Rusland en delen van West-Rusland.

## Tweede Wereldoorlog
Vrijwel onmiddellijk na de Duitse verovering van het gebied begonnen de wreedheden tegen de Joodse bevolking met de inzetting van de SS-Einsatzgruppen. Plaatselijke antisemieten werden aangemoedigd om hun eigen pogroms te houden. Aan het einde van 1941 was er een leger van zo'n 50.000 soldaten dat zich bezighield met het uitmoorden van Joden. Het moorden leidde tot de Endlösung en de vernietigingskampen van de Aktion Reinhard. In de drie jaar van bezetting werden tussen de 1 en 2 miljoen Sovjet-Joden vermoord. Andere etnische groepen die ook geviseerd werden waren Roma en Sinti.

## Huidige situatie

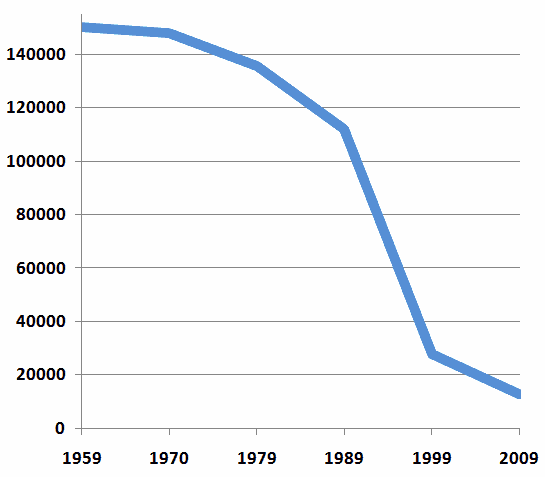
Aantal Joden in Wit-Rusland tussen 1959-2009

De volkstelling van 2009 telde 12.926 etnische Joden, alhoewel het aantal inwoners met Joods bloed waarschijnlijk vele malen hoger ligt. In 1999 leefden er nog 27.800 etnische Joden in Wit-Rusland, terwijl dit er in 1989 nog 111.975 waren. Vooral na de val van het communisme nam het aantal Joden drastisch af, vanwege aliyah naar Israël. De laatste decennia neemt het aantal Joden af als gevolg van een negatieve natuurlijke bevolkingsgroei.  
|  |